# Clearlake Riviera (Kalifornija)
Clearlake Riviera je naseljeno područje za statističke svrhe u američkoj saveznoj državi Kalifornija. Prema popisu stanovništva iz 2010. u njemu je živjelo 3,090 stanovnika.